# Stelechocarpus burahol

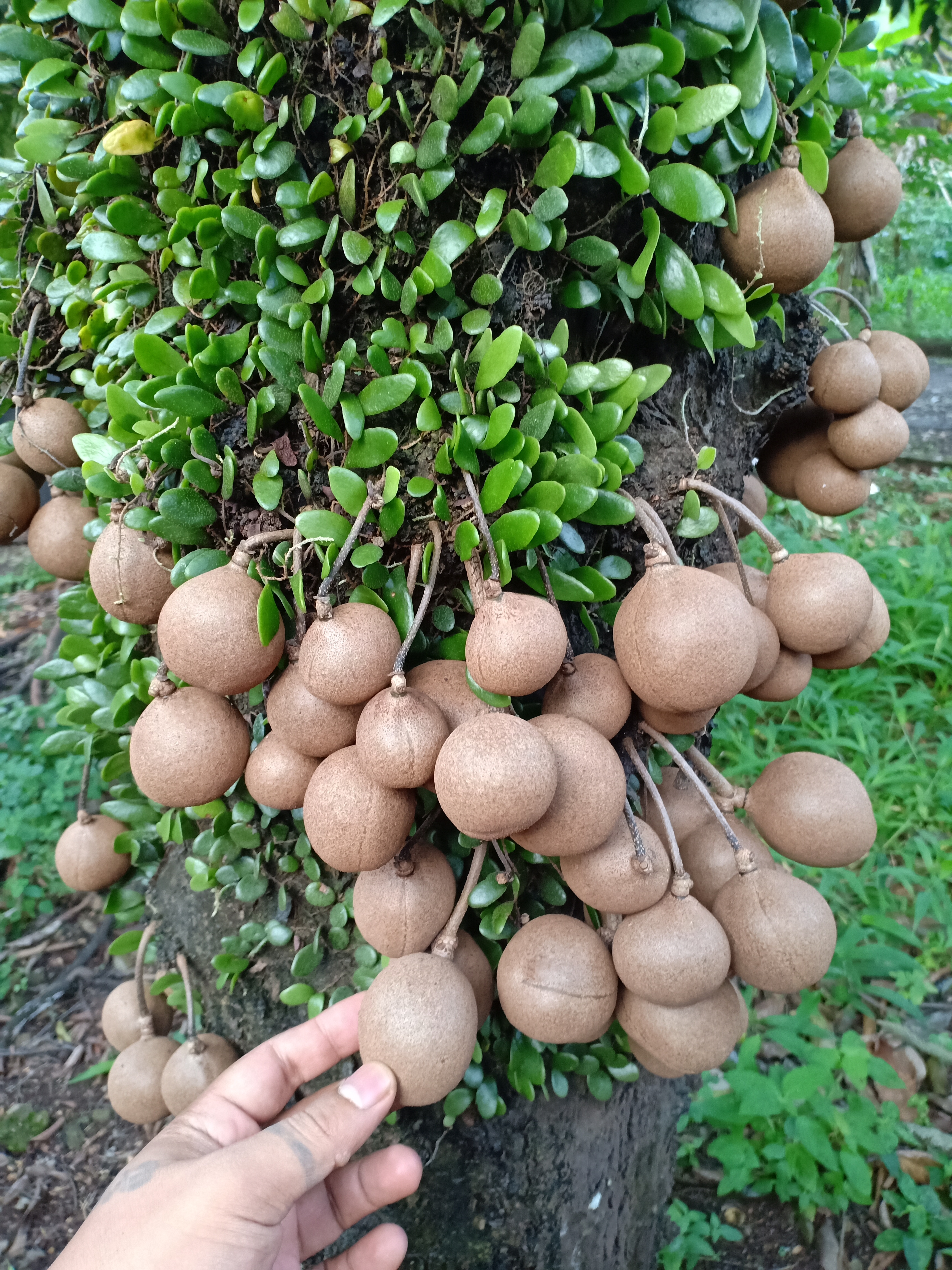
Früchte

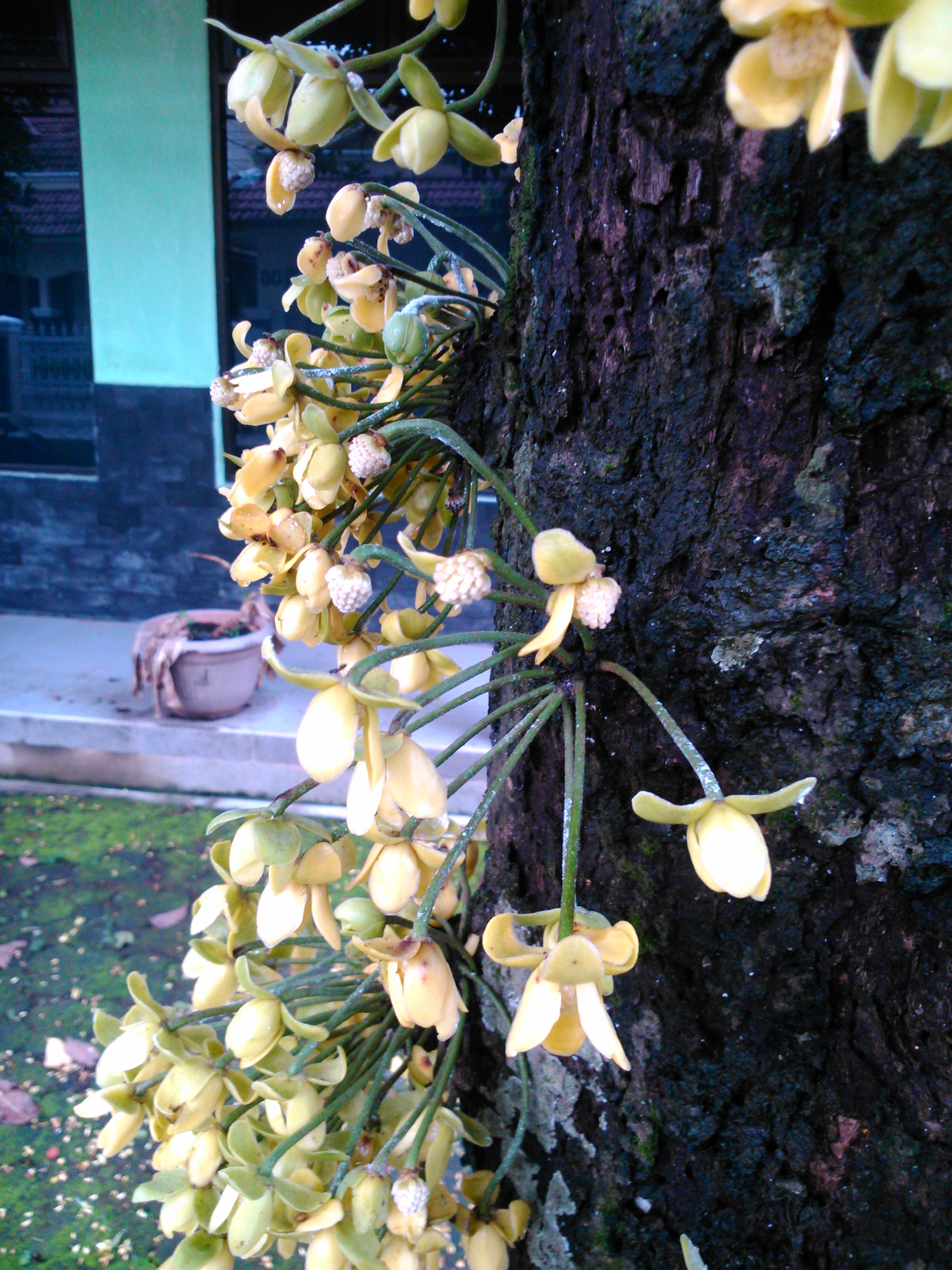
Weibliche Blüten

Stelechocarpus burahol ist ein Baum in der Familie der Annonengewächse aus Borneo, Java, den Kleinen Sundainseln und Malaysia.

## Beschreibung
Stelechocarpus burahol wächst als immergrüner Baum bis zu 25 Meter hoch. Der Stammdurchmesser erreicht über 40 Zentimeter. Die bräunliche Borke ist relativ glatt bis rau.
Die einfachen und kurz gestielten Laubblätter sind wechselständig. Der kurze Blattstiel ist bis etwa 1,2 Zentimeter lang. Die Blätter sind dünnledrig, fast kahl, eiförmig bis verkehrt-eiförmig oder länglich, elliptisch, bis 26 Zentimeter lang und ganzrandig sowie spitz bis geschwänzt. Die gefiederte Nervatur ist oberseits eingeprägt. Die jungen Blätter sind lachsfarben und dann rötlich.
Stelechocarpus burahol ist einhäusig monözisch. Die gelblich-grünen und eingeschlechtlichen, gestielten Blüten besitzen eine doppelte Blütenhülle. 
Die weiblichen Blüten sind etwa dreimal größer als die männlichen und einiges länger gestielt. Die weiblichen Blüten erscheinen in Büscheln nur am unteren Stamm, kauliflor, bis auf den Stammgrund hinab, die männlichen in Büscheln nur am oberen Stamm kauliflor und an den Ästen, ramiflor. 
Die Blüten besitzen jeweils 3 Kelchblätter und 6 fleischige, ausladende und abgerundete Kronblätter in zwei Kreisen sowie einen kegelförmigen Blütenboden. Der kleine, außen leicht behaarte Kelch ist bis etwa 2–3 Millimeter groß. Die Kronblätter der weiblichen Blüten sind bis etwa 1,2 Zentimeter lang, die der männlichen bis 7 Millimeter. Die männlichen Blüten sind bis etwa 2 Zentimeter lang gestielt und besitzen viele sehr kurze Staubblätter die breit-kegelförmig zusammenstehen. Die weiblichen Blüten sind bis 10 Zentimeter lang gestielt und besitzen viele behaarte, oberständige, kurze Stempel, mit sitzenden, fleischigen und gelappten Narben, die breit-kegelförmig zusammenstehen.
Es werden rundliche 4–6 Zentimeter große, bräunliche, kahle bis leicht kurzhaarige und schorfige, zwei- bis dreisamige Früchte, Beeren (Panzerbeere) gebildet, die einzeln oder bis zu dritt in einer Sammelfrucht erscheinen. Die großen, dunkelbraunen Samen sind bis 4 Zentimeter lang.

## Verwendung
Die süßen und duftenden Früchte mit wenigem, mangoartigem Fruchtfleisch sind essbar. Das Holz eignet sich für Haushaltsgegenstände und der gerade Stamm wird nach mehrmonatigem Einlegen in Wasser für den Hausbau verwendet. Er soll dabei mehr als 50 Jahre halten.